# قشلاق ساری‌قویی شاه‌مار
قشلاق ساری‌قویی شاه‌مار روستایی است که در استان اردبیل، شهرستان پارس‌آباد، بخش اصلاندوز، دهستان قشلاق غربی قرار دارد.

## جمعیت
بر اساس سرشماری سال ۱۳۸۵ جمعیت این روستا ۲۰۴ نفر با ۳۵ خانوار بوده‌است.